# Arieș
L'Arieș (ungherese Aranyos) è un fiume della Transilvania (Romania), che scorre attraverso le provincie di Alba e Cluj, affluente di destra del fiume Mureș. Nasce sui Monti Apuseni, dall'unione di Arieșul Mare e Arieșul Mic. Il suo nome significa dorato.

## Affluenti
- Abrud